# 川合小梅
川合小梅（かわい こうめ、1804年（文化元年11月）- 1889年（明治22年）11月2日）は、江戸後期から明治時代の画家。16歳から長期に渡り書き続けた日記が、後に小梅日記として出版された。

## 人物
1804年（文化元年11月）に紀州藩校の学習館の助教である川合鼎と、その妻（辰子）の間に生まれる。小梅が5歳の頃に鼎が病死してからは、祖父である川合春川（名は衡（こう）宇は丈平）と辰子に養育された。
春川からは漢学、辰子からは和歌を学んだ。また、絵を画師松亭に学んだ後、野呂介石の門弟である野際白雪に師事する。
1819年（文政2年）に川合家に養子として迎えられた梅本修（紀州藩士梅本五兵衛の子、通称は豹蔵。号は梅所。後に川合梅所は紀州藩校の学習館の督学（学長）となる）と16歳で結婚した。この頃より、日記を書き始める。
1833年（天保4年）には、30歳で息子の岩一郎（靖之、雄輔。後に教師となる）を出産した
。
1889年（明治22年）11月2日没。墓所は和歌山県和歌山市新堀東の妙宣寺
。
86歳で亡くなるまで、70年間に渡り日記を書き残した。小梅は日記のほかにも、花鳥画や人物画などの文人画を多く残している。

## 著作

### 小梅日記
幕末から明治にかけて書かれた小梅の日記は幕末当時の生活や動乱、明治維新後の士族の暮らしぶりを知るための貴重な史料となっている。
日記原本は、いくつかの散逸はあるが和歌山県立図書館に保存されており、これを底本に1849年（嘉永2年）から1884年（明治18年）までの日記が『小梅日記』として刊行された
。
2012年8月1日には小梅日記を楽しむ会より、日記の一部を抜粋した絵本 『小梅さんの日記』が発行され、和歌山市内の小中学校に配布及び、図書館へ寄贈された。この絵本では家族や友人と潮干狩りを楽しんだエピソードや安政の大地震の体験談などが絵日記風に記されている。

### 絵画
- 観梅円窓美人図（和歌山市立博物館蔵）[9]
- 牡丹図
- 立雛図
- 田中善蔵肖像画
- 三十六歌仙絵馬[10]

### その他
川合小梅の子孫により、和歌山県立文書館（和歌山市西高松）へ小梅筆の写本28冊が寄託された。その内の『雑記』9冊には、日記の下書きや絵画に関する写し、伊達千広が粛正された当時の噂や俗謡などが含まれている。

## 書籍情報
- 川合小梅; 志賀裕春、村田静子校訂『小梅日記 1―幕末・明治を紀州に生きる』 平凡社〈東洋文庫〉、1974年。 ISBN 978-4582802566
- 川合小梅; 志賀裕春、村田静子校訂『小梅日記 2―幕末・明治を紀州に生きる』 平凡社〈東洋文庫〉、1975年。 ISBN 978-4582802689
- 川合小梅; 志賀裕春、村田静子校訂『小梅日記 3―幕末・明治を紀州に生きる』 平凡社〈東洋文庫〉、1976年。 ISBN 978-4582802849